# Marta Tomczok
Marta Tomczok (ur. 1980) – polska literaturoznawczyni, profesor nauk humanistycznych.

## Życiorys
W 2002 r. ukończyła studia z zakresu filologii polskiej, w 2007 r. obroniła pracę doktorską pt. Proza Leo Lipskiego. Poetyka i egzystencja, której promotorem był prof. Marian Kisiel, w 2014 r. habilitowała się na podstawie pracy zatytułowanej Metonimie Zagłady. O polskiej prozie lat 1987 - 2012. W 2025 r. uzyskała tytuł profesora nauk humanistycznych.
Została pracownikiem naukowym na Uniwersytecie Śląskim w Katowicach.